# Векленко, Юриюс
Юриюс Векленко (лит. Jurijus Veklenko; более известный как Jurijus; род. 1990, Клайпеда) — литовский певец, представляющий свою страну на 64-м песенном конкурсе «Евровидение-2019» в Тель-Авиве с песней «Run with the Lions».

## Биография
Юриюс Векленко родился и вырос в литовском городе Клайпеда в украино-литовской семье. Учился по специальности рекреации и туризма в Клайпедском университете, однако лишь месяц работал по диплому.
Свою музыкальную карьеру Юриюс начал в Вильнюсе. В 2010 году он принял участие в шоу «Таланты Литвы» (лит. Lietuvos talentai), вошёл в десятку лучших. Зимой 2012 года он принимал участие в литовском национальном отборе на «Евровидение» с дебютной песней «Tu ne viena». В мае 2013 года Юриюс был бэк-вокалистом литовского представителя Андрюса Появиса на 58-м песенном конкурсе «Евровидение-2013» в Мальмё. В сентябре того же года принимал участие во втором сезоне шоу «Голос Литвы» (лит. Lietuvos Balso) в команде Катажины Немицкой, где дошёл до этапа прямых эфиров, а уже через месяц во второй раз принимал участие в нацотборе на «Евровидение». Зимой 2015 года Юриюс в составе бой-бэнда «Rollikai» принимал участие в нацотборе, который покинул на одном из первых шоу. Однако Юриюс выступил бэк-вокалистом дуэта Моники Линките и Вайдаса Баумилы на 60-м песенном конкурсе «Евровидение-2015» в Вене. В 2017 году в финале литовского национального отбора на «Евровидение» он исполнял главную вокальную партию исполнительницы Лолиты Зеро.
В мае 2018 года Юриюс стал победителем второго сезона развлекательного шоу «Мы — одна кровь» (лит. Mes — vieno kraujo) и получил 10 тысяч евро.